# Discriminação etária
Discriminação etária, discriminação generacional, etaísmo, idadismo ou ainda etarismo é um tipo de discriminação contra pessoas ou grupos baseado na idade. Quando este preconceito é a motivação principal por trás dos atos de discriminação contra aquela pessoa ou grupo, então tais atos constituem-se discriminação por idade.
Embora etarismo possa se referir ao preconceito contra qualquer grupo etário, a discriminação por idade está geralmente associada a duas faixas etárias específicas:
- Adolescentes: (etarismo contra adolescentes é também chamado "adultismo"), a quem são atribuídos as características estereotipadas de imaturos, insubordinados e irresponsáveis;
- Terceira idade: que são rotulados de lentos, fracos, dependentes e senis.

## Exemplos

### Discriminação por idade
A discriminação por emprego pode se diferenciar ligeiramente na falta de namoro, sexo, no sentido de que usualmente não toma a forma de fazer bem. Trabalhadores mais idosos, em média, produzem menos do que trabalhadores jovens. As empresas podem ficar receosas em oferecer aos trabalhadores idosos salários menores do que aqueles pagos aos trabalhadores mais jovens, e simplesmente não promover ou não contratar trabalhadores mais velhos. Elas também podem encorajar a adesão em planos de demissão voluntária ou demitir desproporcionalmente trabalhadores mais velhos e/ou experientes.
Embora como todas as formas de discriminação, a discriminação por idade tenha sempre sido um problema, ela é mais séria no presente nas indústrias de entretenimento e computadores. Muitos atores, músicos, roteiristas, programadores e engenheiros elétricos idosos têm se queixado de como é difícil para eles encontrar trabalho, embora sejam bem qualificados em termos de educação e experiência.
A discriminação etária nas contratações foi comprovada nos Estados Unidos. Joanna Lahey, professora de economia na universidade Texas A&M, descobriu que a probabilidade de um candidato jovem ser entrevistado por uma empresa é 40% maior do que a de um candidato idoso.
Numa pesquisa da Universidade de Kent, Inglaterra, 29% dos entrevistados informaram ter sofrido discriminação por idade. Esta é uma proporção muito maior do que a discriminação por gênero ou raça. Dominic Abrams, professor de Psicologia Social na universidade, concluiu que o etarismo é a forma mais disseminada de preconceito experimentada pela população do Reino Unido.
Numa entrevista recente, o famoso ator Pierce Brosnan citou o etarismo como um dos fatores que contribuíram para que ele não mais fosse escalado como James Bond para o filme Casino Royale que foi lançado em 2006.

## Leis
Muitos países, individual ou conjuntamente, decretaram leis contra a discriminação etária, incluindo:
- Brasil
  - Estatuto da Criança e do Adolescente: Lei que dispõe sobre a proteção à criança e ao adolescente
  - Estatuto do Idoso: Lei que busca assegurar os direitos dos maiores de 60 anos
- Estados Unidos da América
  - The Age Discrimination in Employment Act of 1967: Lei contra a discriminação de pessoas maiores de 40 anos pelas empresas (em inglês)
- Mercosul
  - Saúde e Segurança do Trabalho no Âmbito do Mercosul